# Тюфелева роща (парк)
Парк Тю́фелева роща (также парк «ЗИЛ» и парк «Зиларт») — парк в Даниловском районе Москвы площадью 10 га. Расположен в северной части бывшей территории Завода имени Лихачёва. Открыт для посещения с 2018 года.

## Происхождение названия
Парк носит название одноимённой исторической местности, располагавшейся к югу от Симонова монастыря, основанного в XIV веке. Роща была частью реликтового леса и состояла из сосен и елей. Происхождение названия «Тюфелевой рощи» (Тюхалевой, Тюхолевой) достоверно не известно.
С большой вероятностью топоним «Тюфелева» является прилагательным от антропонима. Существует версия, утверждающая, что оно восходит к слову «тухоль» — затхлость, поскольку вокруг рощи находились болота и озёра с показательными названиями Постылое, Чёрное, Болотное. Заливные луга вокруг них назывались Тюхальскими.
Парк также называют «ЗИЛ» — по наименованию завода, на бывшей территории которого располагается рекреационная зона, или «Зиларт» — по названию расположенного рядом жилого комплекса.

## История местности

### Тюфелева роща
В XVII—XVIII веках историческая Тюфелева роща была частью дворцовых владений: здесь находились царские охотничьи угодья и соколиный двор. Около 1694 года в роще построили деревянный дворец с церковью, в котором жил князь Фёдор Ромодановский. На охоту в «Тюхальские луга» ездили Алексей Михайлович, Пётр I и Екатерина II. В 1797 году территория с рощей и дворцом отошла во владение архитектору Николаю Львову, после смерти которого имение продали.
В 1792 году в свет вышла сентиментальная повесть Николая Карамзина «Бедная Лиза», главная героиня которой жила в Симоновой слободе, около монастыря. Согласно повести, от несчастной любви к молодому дворянину девушка утопилась в пруду, названном впоследствии её именем. Благодаря литературному произведению Лизин пруд и Тюфелева роща стали популярным местом прогулок в конце XVIII века.
Со временем роща была застроена летними дачами. В начале XX века здесь проложили Окружную железную дорогу со станцией Кожухово. В 1916 году в Тюфелевой роще началось строительство одного из первых в России автомобильных заводов, ставшего известным как ЗИЛ. Деревья вырубили, и к 1930 году роща была практически полностью уничтожена.

### ЗИЛ
В 1916 году торговый дом «Кузнецов, Рябушинские и Ко» основал автомобильный завод (АМО), который должен был производить грузовики по лицензии итальянской фирмы «ФИАТ». В 1918 году недостроенный завод национализировали, а на его месте были организованы мастерские по сборке и ремонту автомобилей. Предприятие возобновило свою деятельность в 1924-м, получив правительственный заказ на выпуск грузовиков. В 1927 году пост директора занял Иван Лихачёв, а в 1931-м завод был назван в честь Иосифа Сталина (ЗИС). Во время Великой Отечественной войны ЗИС выпускал военные грузовики и вооружение. В 1956 году в связи со смертью Ивана Лихачёва заводу было присвоено его имя, завод стал кратко называться ЗИЛ. После распада СССР объёмы производства упали и предприятие оказалось в кризисе.
В 2012 году правительство Москвы приняло решение сохранить производство в южной части завода площадью 50 га. Остальная территория завода должна была быть перестроена и благоустроена. Парк «Тюфелева роща» стал частью проекта благоустройства.

## История парка
В мае 2017 года началась организация ландшафтного парка.
Летом 2017 года Государственное унитарное предприятие города Москвы "Мосремонт" (представляющее городские власти) по результатам торгов заключило договор с организацией, известной как «Группа ЛСР», на создание парка. Сумма контракта, включающего 2 года гарантийного обслуживания, составила 935 766 916 рублей из внебюджетных средств города.
Проектированием рекреационной зоны занималось американское агентство «!Melk» во главе с голландским архитектором и урбанистом Джерри Ван Эйком, известным, в том числе, своей работой над созданием пешеходных пространств в Лас-Вегасе. Также в разработке концепции парка принимало участию "Бюро Меганом".
Созданием парка занималась «Группа ЛСР». За время строительных работ была проведена рекультивация с заменой 250 000 кубометров грунта, изменение и окультуривание ландшафта.
В июне 2018 года было объявлено о передаче парка городу и его готовности к началу эксплуатации. В конце июля общественное пространство открылось для посещения.

## Организация парка

### Месторасположение
Отведённый под парк участок в 10 га находится в северной части бывших производственных территорий ЗИЛа (литейные цеха № 2 и 3), между улицами Лисицкого и Архитектора Леонидова. Расположен в непосредственной близости со станцией МЦК "ЗИЛ".

### Концепция и благоустройство
Редевелопмент промзоны ЗИЛ представляет собой самый масштабный в Европе проект по регенерации бывшей промзоны, важной частью которого стала новая «Тюфелева роща». За основу проектирования была взята идея паблик-арта — встраивания искусства в городскую среду. Архитектор Джерри Ван Эйк сравнил новый парк с Ла-Виллетом в Париже
Парк «ЗИЛАРТа» — это интересный и вдохновляющий кейс о том, как изменения в истории и экономике города формируют его эволюцию. Территория, некогда выполнявшая совсем другие функции, трансформировалась в место, где можно отдохнуть, слиться с природой, насладиться искусством.Главный архитектор парка Джерри Ван Эйк
Ещё одной интересной особенностью «Тюфелевой рощи» является то, что все дорожки парка ведут к строящемуся кварталу "Зиларт" и строящемуся музейному центру «Эрмитаж-Москва». Одно из назначений парка - осуществление комфортного пешеходного транзита граждан из жилого района к инфраструктуре общественного транспорта. Кроме того, в парке расположены теннисные корты, детская площадка и амфитеатр на 100 мест.
Авторы парка позиционируются его как инклюзивный объект благоустройства, адаптированный для досуга горожан разных возрастов и разных степеней мобильности.

#### Озеленение
В парке высажено около 4000 деревьев и кустарников, 11000 м² цветников. Растительность подбиралась с учётом загрязнённости воздуха, ветряной эрозии и климатических условий. Одним из решений ландшафтного дизайна было показать перепад высот. Уровень зелёных насаждений, променадов и тротуаров меняется вместе с палитрой растительности определённой зоны. Перед высадкой все растения прошли предварительную подготовку, чтобы легче переносить морозы. Здесь высажены сосна, липы, дуб, ольха, можжевельник, лиственница, кизильник, спирея.

#### Декорирование
Архитектурной доминантой парка является конструкция длиной 1,3 километра, которую дизайнер назвал "Caterpillar" (гусеница). Сооружение сделано из кортеновской стали и дерева. Этот элемент ландшафтной архитектуры отсылает к заводскому прошлому этой территории и называется также «Линией сборки» или «Конвейером». Особенностью конструкции является постепенное изменение её предназначения: в одной части — это пергола, в другой — надземная прогулочная дорожка, в третьей — различные павильоны. В конструкцию интегрированы места отдыха.

#### Пруд
Голубой пруд (известный также как «Лизин пруд») глубиной менее двух метров и площадью три тысячи квадратных метров располагается в южной части парка. Авторы проекта предполагали, что зимой по водоёму можно будет кататься на коньках, а летом — загорать. Вода в пруду в результате искусственной циркуляции проходит очистку через фильтры с песком, обеззараживается ультрафиолетовым излучением и подвергается воздействию озона, благодаря чему достигается эффект голубой лагуны. Открытый летом 2018 года пруд был через некоторое время осушен. Лизин пруд открылся вновь после ремонта водоочистной системы и чаши бассейна в июне 2021 года.

## Критика
Проектировщики надеются, что парк не станет изолированной зоной отдыха и будет открыт круглосуточно для всех желающих. Тем не менее, градозащитник и координатор общественного движения «Архнадзор» Пётр Мирошник, считает, что парк будет интересен посетителям только в хорошую погоду:
Новый «парк» больше всего похож на партер египетского отеля. Это сезонная вещь с ограниченными функциями. Сезонная потому, что только летом там есть что делать, при этом основное занятие находящихся в этом «парке» — пройти через него. То есть самая востребованная функция этого объекта, на мой взгляд — транзитная. При плохой погоде она полностью теряет привлекательность.
Другие специалисты отмечают положительный опыт организации ландшафтного парка в бывшей промзоне и называют Тюфелеву рощу вторым «Зарядьем».

### Награды
- Золотая медаль премии International Design Award 2018 в категории Architecture Categories / Landscape[25].
- Лауреат премии чикагского музея «Атенеум» в 2019 году в номинации International Architecture[20][26].
- Финалист (попадание в шортлист) премии World Architecture Festival 2019 в категории Landscape Urban  - Completed Projects[27].